# Kościół św. Bartłomieja w Ołoboku
Kościół pw. św. Bartłomieja w Ołoboku – rzymskokatolicki kościół parafialny we wsi Ołobok, w gminie Skąpe, w powiecie świebodzińskim, w województwie lubuskim. Należy do dekanatu Świebodzin – Miłosierdzia Bożego. Mieści się przy ulicy Kościelnej, w południowej części dawnego miasta, obecnie wsi.

## Historia i architektura
Obecna świątynia została gruntownie przebudowana w 1795 i roku otrzymała cechy klasycystyczne. Z dawnego kościoła przetrwała południowa kruchta z krzyżowo-żebrowym sklepieniem. Nowa świątynia została ufundowana przez Dominikę I von Giller, ostatnią opatkę klasztoru cysterek w Trzebnicy. Jest to świątynia murowana, wybudowana z cegły, o jednej nawie z prostokątnym prezbiterium, do którego są dobudowane z lewej i prawej strony dwa pomieszczenia. Przy nawie od strony zachodniej mieści się kwadratowa wieża. Nawa pokryta jest drewnianym stropem, chór posiada sklepienie kolebkowe z lunetami.